# Casa Macià
La casa Macià és un edifici d'Horta de Sant Joan (Terra Alta) inclòs a l'Inventari del Patrimoni Arquitectònic de Catalunya.
És una construcció de planta sensiblement rectangular entre mitgeres amb façana al c/ Pintor Pablo Ruiz Picasso, abans c/ del Mig. És un edifici d'estil gòtic-renaixentista amb moltes modificacions posteriors, en bon estat de conservació i habitat en l'actualitat. La façana a base de carreus de pedra ben escairats de mesures bastant regulars i part de paredat de pedra, amb accés mitjançant gran arc de mig punt a la part esquerra de la façana, adovellat i parcialment mutilat per un balcó, a nivell de la planta primera. Les obertures són desordenades entre les diferents plantes i de diferents mides. A la primera planta hi ha tres obertures (balcó i dues finestres) amb els brancals i les llindes de pedra plana i clavellinera a finestra amb llosa de pedra esculpida, balcó amb llosana d'entramat de ferro i barrot de ferro. Les obertures de la planta segona o golfa queden centrades respecte al conjunt de la façana i són més petites i senzilles. Hi ha un ràfec de coberta mínim, amb canaló i baixant de PVC que desentona bastant amb el conjunt. El contorn del balcó de la planta primera està emblanquinat i l'interior està actualitzat.